# Herb Protektoratu Czech i Moraw
Herb Protektoratu Czech i Moraw – jeden z podstawowych symboli tego kraju okresu II wojny światowej.
Herb wprowadzono 19 września 1939 r. zarządzeniem rządu Protektoratu, które modyfikowało wszystkie symbole państwa czechosłowackiego. Ustanowiono wówczas dwa warianty herbu: większy i mniejszy. Herb większy był czwórdzielny w krzyż: w polach pierwszym i czwartym, czerwonych, umieszczono czeskiego srebrnego lwa o podwójnym ogonie ze złotą koroną na głowie, zaś w polach drugim i trzecim, błękitnych, znalazł się morawska orlica w srebrno-czerwoną szachownicę.
Herb mniejszy stanowił czeski lew na czerwonej tarczy. Był on zbliżony wyglądem do przedwojennego małego herbu Czechosłowacji, jednak na piersi lwa brakowało widniejącego tam wcześniej herbu Słowacji.